# Point-of-View-Shot
Ein Point-of-View-Shot (englisch point-of-view shot ‚Einstellung mit einem bestimmten Standpunkt‘, kurz POV-Shot) ist in der Filmtheorie eine Einstellung, die den Zuschauern einen Blick durch die Augen einer Figur der dargestellten Handlung ermöglicht. 
Der entsprechende deutsche Begriff lautet subjektive Kamera oder subjektive Einstellung, kurz Subjektive. 

## Erklärung
Eine subjektive Einstellung ist häufig eine von zwei direkt aufeinanderfolgenden Einstellungen: Die eine Einstellung zeigt eine Figur, die irgendwo hin blickt, meist auf einen Punkt außerhalb des Bildes. Die andere Einstellung (der eigentliche POV-Shot) zeigt das, was die Figur betrachtet, von der Position der Figur aus gefilmt.
In welcher Reihenfolge diese Einstellungen geschnitten werden, ist nicht zwingend. Das heißt, es ist einerseits möglich, zuerst den POV-Shot zu zeigen und ihn erst anschließend als solchen kenntlich zu machen, wenn nämlich in der folgenden Einstellung die blickende Person gezeigt wird. Oder aber man zeigt erst die blickende Person und dann den POV-Shot.

## Wirkung
POV-Shots sind illusionierend, d. h., der Zuschauer fühlt sich in die Handlung hineinversetzt. Oft sind POV-Shots technisch verfremdet: Unschärfe signalisiert etwa den Blick eines Brillenträgers ohne Brille. Die Subjektivierung des POV-Shots wird oft widersprüchlich kombiniert mit einer Objektivierung durch technische Geräte, etwa dem Blick durch Fernrohre oder Nachtsichtgeräte. Beides erhöht den Eindruck der Authentizität.
Manchmal werden POV-Shots durch auffällig bewegte, scheinbar unprofessionelle Kameraführung (Handkamera, Steadicam) deutlich gemacht.

## Beispielhafte Filme

### Der Florentiner Hut
Der Film Der Florentiner Hut von Wolfgang Liebeneiner aus dem Jahr 1939 enthält einige technische Raffinessen. In einer langen Sequenz am Anfang erlebt der Zuschauer die Szene aus der Sicht der Figur Theo Farina, ohne ihn selbst zu sehen. Erst später erkennt man Heinz Rühmann in dieser Rolle. Dazu war eine bewegliche Kamera nötig, die es bei der ersten Verfilmung dieses Stoffes von Eugène Labiche noch nicht gab.

### Die Dame im See
Der Film Die Dame im See (orig. The Lady in the Lake) aus dem Jahr 1947 ist der erste Film, der den POV-Shot den ganzen Film hindurch nutzt. Der Regisseur Robert Montgomery präsentiert die Handlung ausschließlich aus der Sicht der Hauptfigur Philip Marlowe. Der Kameramann war Paul Vogel. Den Hauptdarsteller (ebenfalls Montgomery) erkennt man nur, wenn er vor einen Spiegel (oder ähnliche reflektierende Oberflächen) tritt. Die Produktionsfirma MGM warb damit, den revolutionärsten Film seit Einführung des Tonfilms zu zeigen, Zuschauer und Hauptfigur würden das Geheimnis des Verbrechens gemeinsam lösen.

### Smack My Bitch Up
Smack My Bitch Up ist das Video von Jonas Åkerlund zur 12. Singleveröffentlichung der britischen Big-Beat-Gruppe The Prodigy. Das mit zwei MTV Video Music Awards ausgezeichnete Musikvideo zeigt in Verwendung einer subjektiven Kameraperspektive einen exzessiven Nachttrip einer zunächst unerkannt bleibenden Person. Zu Beginn befindet sich diese im Badezimmer und zieht sich danach an, während sie bereits alkoholische Getränke sowie Kokain zu sich nimmt. Der Protagonist begibt sich in der Folge ins Londoner Nachtleben, wo er durch aggressives Verhalten gegenüber Frauen und DJs auffällig wird. Zwischenzeitlich übergibt er sich mehrfach und nimmt Heroin zu sich. Durch den Einsatz visueller Verzerrungen wird die fortschreitende Wirkung der eingenommenen Drogen sichtbar. Hierauf begibt er sich in einen Stripclub, in welchem er sich einer der dort engagierten Tänzerinnen annähert und diese mit in ein soeben geklautes Auto nimmt. Er fährt mit ihr in sein Appartement, in dem er Sex mit ihr hat. Zum Schluss des Videos zeigt die subjektive Kamera einen Blick in einen Spiegel, aus dem hervorgeht, dass es sich bei der von vornherein als männlich wahrgenommenen Person um eine Frau handelt.

### Enter the Void
Enter the Void ist ein französischer Spielfilm aus dem Jahr 2009, der komplett aus der Perspektive des Protagonisten Oscar erzählt wird. Die Point-of-View-Einstellung zieht sich dabei konsequent durch den gesamten Film und wird nur durch einige sehr eindrucksvolle Drogentrips unterbrochen, die durch Animated Visuals dargestellt werden. Die Idee zum Film kam dem Regisseur nach eigenen Aussagen, als er sich den Film Die Dame im See unter Einfluss von halluzinogenen Pilzen ansah.

### Hardcore
Hardcore ist ein russisch-amerikanischer Action-Spielfilm aus dem Jahre 2015, der komplett aus der Sicht des Hauptdarstellers gefilmt wurde. Der Regisseur Ilja Naischuller hatte bereits 2013 in seinem Musikvideo Bad Motherfucker seiner Band Biting Elbows eine vergleichbare Technik angewandt.

## Horrorfilm
In einigen Filmen, vor allem im Horrorfilm, wird ein POV-Shot als durchgehende Erzählperspektive eingesetzt. Der Zuschauer erfährt durch die Handlung, aus wessen Perspektive der Shot erfolgt (meistens aus der des Mörders oder der des Monsters), aber ein Überblick wird nicht gegeben, um ein Gefühl der Unsicherheit und des Ausgeliefertseins zu erzeugen. Ein sehr berühmter POV-Shot ist der des "Bösen" in "Tanz der Teufel".

## Pornofilm
Häufig wird der POV-Shot aus Sicht eines männlichen Akteurs in Pornofilmen verwendet; teils ist die Regie ganzer Szenen und Filme von diesem Stilmittel bestimmt. Der Pornodarsteller Peter North vertreibt eine eigene Filmreihe unter dem Titel „P.O.V.“. In der japanischen Pornografie heißt dieses Genre Hamedori (jap. ハメ撮り). Weitere bekannte Pornofilmreihen sind POV Jugg Fuckers, POV Pervert und POV Sluts.

## Fernsehserie
Unter anderem nutzt die Fernsehserie CSI: Den Tätern auf der Spur das Stilmittel in verschiedenen Episoden, beispielsweise in I've Got a Pain in My Sawdust! (Staffel 8, Folge 1).